# Yuliya Beygelzimer
Yulia Beygelzimer, née le 20 octobre 1983, est une joueuse de tennis ukrainienne, professionnelle de 2001 à 2016.
Elle a gagné trois titres en double sur le circuit WTA.

## Palmarès

### Titres en double dames
| No | Date       | Nom et lieu du tournoi             | Catégorie | Dotation  | Surface      | Partenaire           | Finalistes                              | Score            |          |
| -- | ---------- | ---------------------------------- | --------- | --------- | ------------ | -------------------- | --------------------------------------- | ---------------- | -------- |
| 1  | 06-10-2003 | Tashkent Open Tachkent             | Tier IV   | 140 000 $ | Dur (ext.)   | Tatiana Poutchek     | Li Ting Sun Tiantian                    | 6-3, 7-60        | Parcours |
| 2  | 11-07-2005 | Internazionali di Modena           | Tier IV   | 140 000 $ | Terre (ext.) | Mervana Jugić-Salkić | Gabriela Navrátilová Michaela Paštiková | 6-2, 6-0         | Parcours |
| 3  | 07-04-2014 | BNP Paribas Katowice Open Katowice | Intern'l  | 250 000 $ | Dur (int.)   | Olga Savchuk         | Klára Koukalová Monica Niculescu        | 6-4, 5-7, [10-7] | Parcours |

### Finales en double dames
| No | Date       | Nom et lieu du tournoi          | Catégorie | Dotation  | Surface      | Vainqueures                            | Partenaire          | Score            |          |
| -- | ---------- | ------------------------------- | --------- | --------- | ------------ | -------------------------------------- | ------------------- | ---------------- | -------- |
| 1  | 23-07-2001 | Idea Prokom Open Sopot          | Tier III  | 170 000 $ | Terre (ext.) | Joannette Kruger Francesca Schiavone   | Anastasia Rodionova | 6-4, 6-0         | Parcours |
| 2  | 18-09-2006 | Sunfeast Open Calcutta          | Tier III  | 175 000 $ | Dur (int.)   | Liezel Huber Sania Mirza               | Yuliana Fedak       | 6-4, 6-0         | Parcours |
| 3  | 09-02-2009 | PTT Women's Open Pattaya        | Intern'l  | 220 000 $ | Dur (ext.)   | Yaroslava Shvedova Tamarine Tanasugarn | Vitalia Diatchenko  | 6-3, 6-2         | Parcours |
| 4  | 02-03-2015 | BMW Malaysian Open Kuala Lumpur | Intern'l  | 250 000 $ | Dur (ext.)   | Liang Chen Wang Yafan                  | Olga Savchuk        | 4-6, 6-3, [10-4] | Parcours |

## Parcours en Grand Chelem

### En simple dames
| Année | Open d'Australie | Open d'Australie | Internationaux de France | Internationaux de France | Wimbledon       | Wimbledon       | US Open         | US Open       |
| ----- | ---------------- | ---------------- | ------------------------ | ------------------------ | --------------- | --------------- | --------------- | ------------- |
| 2003  | —                | —                | —                        | —                        | —               | —               | 1er tour (1/64) | M. A. Sánchez |
| 2004  | —                | —                | 1er tour (1/64)          | Jennifer Capriati        | 1er tour (1/64) | Maria Sharapova | —               | —             |
| 2006  | —                | —                | 1er tour (1/64)          | Gisela Dulko             | —               | —               | 1er tour (1/64) | Dinara Safina |
| 2007  | 1er tour (1/64)  | Laura Granville  | 1er tour (1/64)          | Lucie Šafářová           | —               | —               | —               | —             |
| 2013  | —                | —                | 1er tour (1/64)          | Caroline Garcia          | —               | —               | —               | —             |
| 2014  | —                | —                | 1er tour (1/64)          | Carla Suárez             | —               | —               | —               | —             |

N.B. : à droite du résultat se trouve le nom de l'ultime adversaire.

### En double dames
| Année | Open d'Australie              | Open d'Australie         | Internationaux de France      | Internationaux de France | Wimbledon                         | Wimbledon                  | US Open                       | US Open                    |
| ----- | ----------------------------- | ------------------------ | ----------------------------- | ------------------------ | --------------------------------- | -------------------------- | ----------------------------- | -------------------------- |
| 2002  | —                             | —                        | 1er tour (1/32) An. Rodionova | A. Coetzer Lori McNeil   | —                                 | —                          | —                             | —                          |
| 2003  | —                             | —                        | —                             | —                        | 1er tour (1/32) T. Poutchek       | M. Sequera M. Washington   | 2e tour (1/16) T. Poutchek    | M. Bartoli M. Casanova     |
| 2004  | 2e tour (1/16) T. Poutchek    | M. Bartoli M. Casanova   | 1er tour (1/32) T. Poutchek   | J. Hopkins M. Washington | 2e tour (1/16) T. Poutchek        | E. Gagliardi Roberta Vinci | 1er tour (1/32) T. Poutchek   | Nadia Petrova Shaughnessy  |
| 2005  | 2e tour (1/16) İpek Şenoğlu   | J. Russell M. Santangelo | 1er tour (1/32) Julia Schruff | Li Ting Sun Tiantian     | 2e tour (1/16) Ant. Serra Zanetti | B. Stewart S. Stosur       | 1er tour (1/32) I. Benešová   | Gisela Dulko M. Kirilenko  |
| 2006  | 1er tour (1/32) Mervana Jugić | Li Ting Sun Tiantian     | 1er tour (1/32) Eva Birnerová | Likhovtseva A. Myskina   | 1er tour (1/32) Eva Birnerová     | Květa Peschke F. Schiavone | 1er tour (1/32) V. Dushevina  | Ana Ivanović M. Kirilenko  |
| 2007  | 1er tour (1/32) L. Domínguez  | E. Bychkova M. Müller    | —                             | —                        | —                                 | —                          | —                             | —                          |
| 2014  | —                             | —                        | —                             | —                        | 2e tour (1/16) Klaudia Jans       | Hsieh Su-Wei Peng Shuai    | 1er tour (1/32) Y. Meusburger | Darija Jurak Megan Moulton |
| 2015  | 1er tour (1/32) T. Bacsinszky | Sílvia Soler M. T. Torró | —                             | —                        | —                                 | —                          | —                             | —                          |

N.B. : le nom de la partenaire se trouve sous le résultat ; le nom des ultimes adversaires se trouve à droite.

## Parcours en «Premier Mandatory» et «Premier 5»
Les tournois WTA « Premier Mandatory » et « Premier 5 » constituent les catégories d'épreuves les plus prestigieuses, après les quatre levées du Grand Chelem.

### En simple dames
| Année |              | Premier Mandatory | Premier Mandatory | Premier Mandatory | Premier Mandatory |       | Premier 5                   | Premier 5                   | Premier 5  | Premier 5 | Premier 5 | Premier 5 | Premier 5 |
| Année | Indian Wells | Miami             | Madrid            | Pékin             | Dubaï             | Dubaï | Rome                        | Canada                      | Cincinnati | Wuhan     | Wuhan     |           |           |
| Année | Indian Wells | Miami             | Madrid            | Pékin             | Dubaï             | Dubaï | Rome                        | Canada                      | Cincinnati | Wuhan     | Wuhan     |           |           |
| Année | Indian Wells | Miami             | Madrid            | Pékin             | Dubaï             | Dubaï | Rome                        | Canada                      | Cincinnati | Wuhan     | Wuhan     |           |           |
| 2015  |              |                   |                   |                   |                   |       | 1er tour (1/32) B. Strýcová | 1er tour (1/32) B. Strýcová |            |           |           |           |           |

Sous le résultat, l’ultime adversaire.

## Parcours aux Jeux olympiques

### En double dames
| # | Date       | Nom de l'olympiade           | Surface    | Résultat        | Partenaire         | Ultimes adversaires              | Score    |          |
| - | ---------- | ---------------------------- | ---------- | --------------- | ------------------ | -------------------------------- | -------- | -------- |
| 1 | 15/08/2004 | Olympic Tennis Event Athènes | Dur (ext.) | 1er tour (1/16) | Tatiana Perebiynis | Martina Navrátilová Lisa Raymond | 6-0, 6-2 | Parcours |

## Parcours en Fed Cup
| #                                                                | Date       | Lieu     | Surface      | Gagnante(s)                            | Perdante(s)                       | Score            |          |
|                                                                  |            |          |              |                                        |                                   |                  |          |
| 2002 - Barrage (groupe mondial I) - Slovénie - Ukraine - 4 : 1   |            |          |              |                                        |                                   |                  |          |
| 1                                                                | 20/07/2002 | Portorož | Terre (ext.) | Tina Pisnik                            | Yuliya Beygelzimer                | 6-2, 3-6, 6-2    | Parcours |
| 1                                                                | 20/07/2002 | Portorož | Terre (ext.) | Maja Matevžič                          | Yuliya Beygelzimer                | 6-3, 7-62        | Parcours |
| 1                                                                | 20/07/2002 | Portorož | Terre (ext.) | Yuliya Beygelzimer Tatiana Perebiynis  | Ajda Brumen Petra Rampre          | 6-3, 6-3         | Parcours |
|                                                                  |            |          |              |                                        |                                   |                  |          |
| 2007 - Barrage (groupe mondial II) - Australie - Ukraine - 1 : 4 |            |          |              |                                        |                                   |                  |          |
| 2                                                                | 14/07/2007 | Ashmore  | Dur (ext.)   | Yuliya Beygelzimer Kateryna Bondarenko | Alicia Molik Rennae Stubbs        | 2-6, 6-3, 6-3    | Parcours |
|                                                                  |            |          |              |                                        |                                   |                  |          |
| 2013 - 1er tour (groupe mondial II) - Espagne - Ukraine - 3 : 1  |            |          |              |                                        |                                   |                  |          |
| 3                                                                | 09/02/2013 | Alicante | Terre (ext.) | M. T. Torró Flor                       | Yuliya Beygelzimer                | 6-4, 6-2         | Parcours |
| 3                                                                | 09/02/2013 | Alicante | Terre (ext.) | Yuliya Beygelzimer Olga Savchuk        | Nuria Llagostera M. T. Torró Flor | 6-3, 2-6, [10-5] | Parcours |

## Classements WTA en fin de saison
| Année          | 2000 | 2001 | 2002 | 2003 | 2004 | 2005 | 2006 | 2007 | 2008 | 2009 | 2010 | 2011 | 2012 | 2013 | 2014 | 2015 | 2016 | 2017 |
| Rang en simple | 476  | 367  | 165  | 117  | 162  | 160  | 122  | 182  | 280  | 211  | 193  | 199  | 171  | 172  | 181  | 192  | 588  | -    |
| Rang en double | -    | 184  | 142  | 72   | 123  | 65   | 96   | 184  | 194  | 110  | 215  | 225  | 223  | 118  | 90   | 180  | 907  | 959  |

Source : (en) Classements de Yuliya Beygelzimer sur le site officiel de la Fédération internationale de tennis